# 三方站
三方站（日语：／ Mikata eki */?）是位於福井縣三方上中郡若狹町三方43番5號，西日本旅客鐵道（JR西日本）的小濱線車站。

## 歷史
- 1917年（大正6年）12月15日 - 小濱線敦賀站至十村站之間開通，此站啟用。為旅客和貨物車站。
- 1961年（昭和36年）3月1日 - 結束貨物起卸業務。
- 1973年（昭和48年）4月1日 - 成為無人車站（後來變為簡易委託車站，在電氣化加設綠色窗口）。
- 1987年（昭和62年）4月1日 - 伴隨國鐵分割民營化，車站由西日本旅客鐵道（JR西日本）營運。

## 車站構造
車站是一座地面車站，設有1面1線單式月台，敦賀方向的列車會開啟右邊車門。前往東舞鶴方向和敦賀方向的列車使用同一月台。曾經西邊設有月台，現已撤走並變成了花壇。檢票口位於車站東邊，車站南邊設有行人隧道連接車站東西兩方。
此站是由敦賀地域鐵道部管理的簡易委託車站，委托自治體負責窗口業務。此站設有綠色窗口（設有MARS系統終端），營業時間為7:00 - 18:00。其他時間沒有車站職員當值。曾經在沒有車站職員當值時段可使用自動售票機，但是現時售票機已經撤走。在車站が有車站職員當值時段，2卡編成的一人控制列車中，所有車門均會打開。在急行「若狹」廢止前，此站為急行停車站之一。
現時的車站大樓建設1988年10月，當時大樓與觀光會館「Sunlake」建設同一建築物內。

## 使用狀況
根據「福井縣統計年鑑」，在2018年（平成30年）度1日平均乘車人次為85人。
以下各為年度1日平均乘車人次列表：
| 年度   | 1日平均 乘車人次 |
| ------ | ---------------- |
| 1997年 | 268              |
| 1998年 | 249              |
| 1999年 | 219              |
| 2000年 | 210              |
| 2001年 | 198              |
| 2002年 | 192              |
| 2003年 | 193              |
| 2004年 | 163              |
| 2005年 | 162              |
| 2006年 | 243              |
| 2007年 | 265              |
| 2008年 | 235              |
| 2009年 | 222              |
| 2010年 | 121              |
| 2011年 | 118              |
| 2012年 | 100              |
| 2013年 | 95               |
| 2014年 | 83               |
| 2015年 | 91               |
| 2016年 | 89               |
| 2017年 | 90               |
| 2018年 | 85               |

## 車站周邊
東邊設有國道27號，國道與小濱線並行。在國道上設有小型商店。在西邊設有停車場和單車停泊處，該處周邊都是住宅區。
- 國道27號
- 國道162號（日语：国道162号）
- 福井縣道144號三方停車場線（日语：福井県道144号三方停車場線）
- 三方郵局
- 町立三方圖書館
- 若狹町公所 - 南方約600米
- 鳥濱貝塚（日语：鳥浜貝塚）（繩文浪漫公園）- 西北約2公里
- 若狹三方繩文博物館（日语：若狭三方縄文博物館）
- 福井縣年縞博物館（日语：福井県年縞博物館）
- 三方湖（三方五湖之一）
- 臥龍院

## 巴士路線
- 若狹町營巴士　常神、三方線　（行走全區間的班次中，平日、星期六設有4.5往返班次，星期日及假日設有5.5往返班次）

## 相鄰車站
西日本旅客鐵道（JR西日本）
■小濱線
藤井－三方－氣山

## 注腳
1. ↑  福井県統計年鑑 （页面存档备份，存于）（日語）
2. ↑   (PDF). 福井県.   [2020-05-10]. （原始内容 (PDF)存档于2021-11-03） （日语）.

## 外部連結
- 三方｜車站資訊：JR出門網 - 西日本旅客鐵道（日語）